# Faro Año Nuevo
El Faro Año Nuevo, es un faro de Argentina que se encuentra en la Isla Observatorio, que forma parte del Archipiélago de Año Nuevo, en el Departamento Ushuaia, perteneciente a la Provincia de Tierra del Fuego, Antártida e Islas del Atlántico Sur. Fue declarado Monumento Histórico Nacional en enero de 1999.

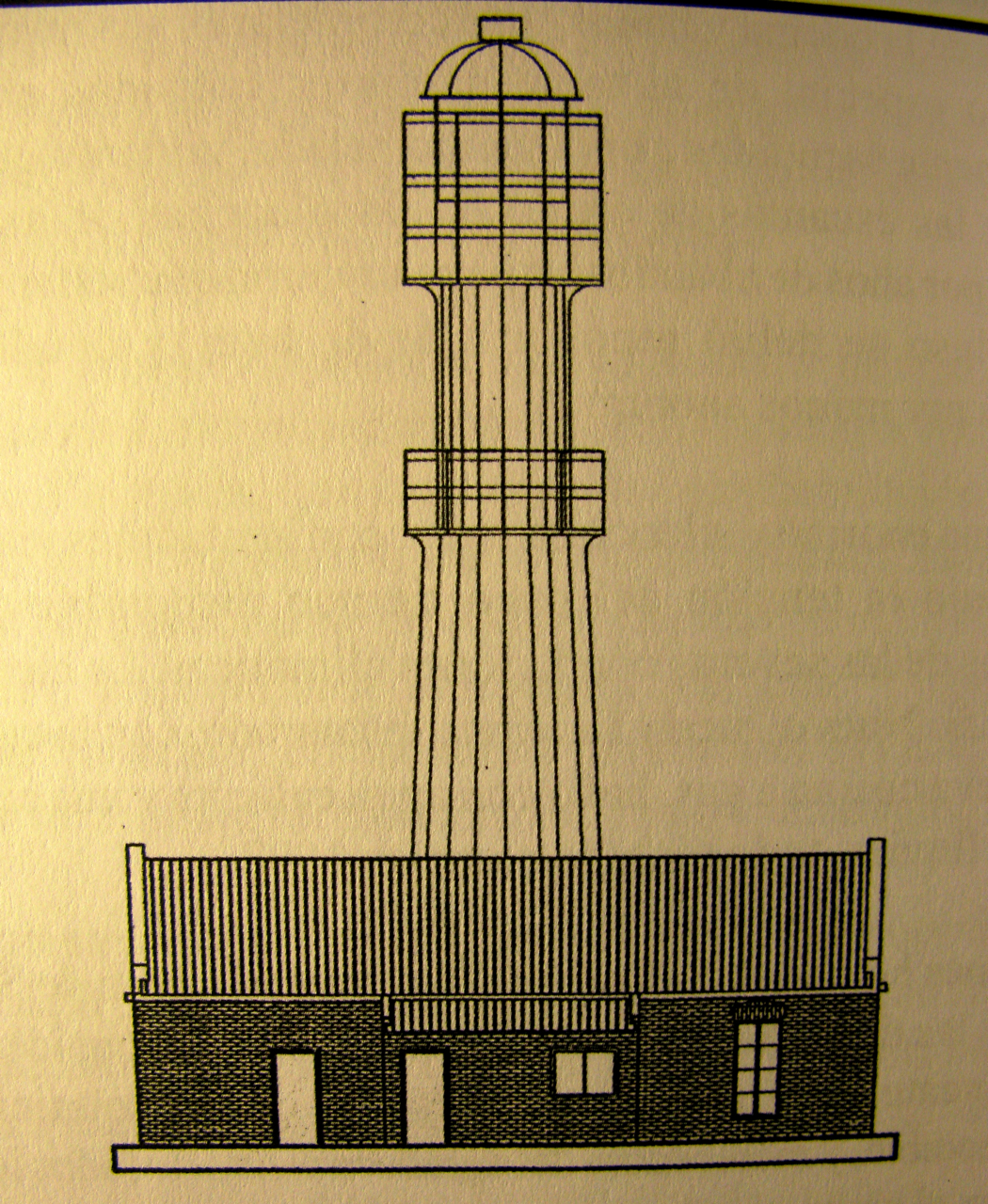